# Vieux néerlandais
Le vieux néerlandais (en néerlandais, Oudnederlands ; de son nom en études linguistiques : le vieux-bas-francique) est un ensemble de parlers régionaux, faisant partie des langues germaniques occidentales, parlées et écrites au début du Moyen Âge à partir de 500 à 1150 dans le sud des Pays-Bas actuels, la partie septentrionale de la Belgique moderne et le nord de la France. Vers 1150 le vieux néerlandais donne naissance au moyen néerlandais qui à son tour évolue, à partir de 1500, vers le nouveau néerlandais (1500-1800).

## Attestations
La majeure partie des textes en vieux néerlandais connus remonte au Codex Wachtendonck, un manuscrit qui comprenait une copie du Livre des Psaumes dont le texte latin présentait une glose interlinéaire en vieux néerlandais. Le contenu du Codex n'est connu que par des copies partielles réalisées au XVIe siècle par des érudits néerlandais, en particulier Juste Lipse.
En dehors du Codex Wachtendonck, le texte en vieux néerlandais le plus célèbre est sans doute Hebban olla vogala, une phrase retrouvée dans un manuscrit kentique du XIe siècle. Cette phrase, qui représente une forme de la langue qui se rattacherait plutôt à l'actuel flamand occidental, est un probatio pennae (af) laissé par un scribe sur la page de garde : « hebban olla vogala nestas hagunnan hinase hi(c) (e)nda thu w(at) (u)nbidan (w)e nu » (« tous les oiseaux ont commencé à nicher sauf toi et moi — qu'attendons-nous ? »).

## Annexe